# Ouhoud Ben Aoun
Ouhoud Ben Aoun, född 25 januari 2003, är en tunisisk taekwondoutövare. 

## Karriär
I juli 2022 tog Ben Aoun silver i 53 kg-klassen vid afrikanska mästerskapen i Kigali efter en finalförlust mot marockanska Oumaima El-Bouchti. I mars 2024 tog hon guld i 53 kg-klassen vid afrikanska spelen i Accra efter att ha besegrat ivorianska Bouma Coulibaly i finalen.